# 中村遥香
中村 遥香（なかむら はるか、2008年5月18日 - ）は、日本の体操選手。2023年世界ジュニア体操競技選手権大会の個人総合と団体総合で優勝。

## 経歴
2022年の全日本選手権に出場し個人総合予選で50位となり、種目別選手権では段違い平行棒で7位、平均台で5位に入賞した。団体選手権では所属クラブの8位入賞に貢献している。
テキサス州フリスコで開催された2023 WOGAクラシックで国際大会初出場を果たし、個人総合で銀メダルを獲得した（Zoey Molomoと0.150点差）。
また、2023年世界ジュニア体操競技選手権大会の代表に選出され、団体総合では山口幸空、水野壬華とともに出場し、金メダルを獲得した。団体総合は個人総合の予選を兼ねており、3位で決勝に進出するとともに段違い平行棒とゆかでも決勝に進出。個人総合では、51.765点で優勝し、山口が2位となった。段違い平行棒では4位に入賞し、ゆかではGiulia PerottiとHezly Riveraに次いで銅メダルを獲得した。大会後には段違い平行棒で成功させた「前振り半ひねり前方屈身宙返り高棒懸垂」がD難度の新技として「ナカムラ」と命名された。
2023年の全日本選手権に出場し、個人総合で8位。シンガポールで開催された2023年アジアジュニア選手権では、団体種目の金メダル獲得に貢献するとともに、個人総合で優勝。種目別においても、段違い平行棒とゆかで金メダルを獲得。
2024年の全日本個人総合選手権では、107.131点で3位。NHK杯では212.130点で4位となり、オリンピック代表に内定。
2024年パリオリンピックの体操競技の女子団体では予選を5位で通過し、決勝では合計得点159.463で8位となった。個人総合決勝では53.099点で15位。
11月の種目別選手権では段違い平行棒で優勝、平均台で5位に入賞した。
2025年の全日本個人総合選手権では、105.597点で5位。NHK杯では157.795点で4位となり、世界選手権代表に内定。
6月のアジア選手権では、個人総合で2位、段違い平行棒で2位。

## 名を冠した技
| 種目         | 名       | 内容                                 | 難易度  | 認定                     |
| ------------ | -------- | ------------------------------------ | ------- | ------------------------ |
| 段違い平行棒 | ナカムラ | 前振り半ひねり前方屈身宙返り高棒懸垂 | D (0.4) | 2023年世界ジュニア選手権 |

## 主な戦績
| 年       | 大会                         | 団体     | 個人総合 | 跳馬     | 段違い平行棒 | 平均台   | ゆか     |
| ジュニア | ジュニア                     | ジュニア | ジュニア | ジュニア | ジュニア     | ジュニア | ジュニア |
| -------- | ---------------------------- | -------- | -------- | -------- | ------------ | -------- | -------- |
| 2021     | 全日本団体選手権             | 9        | 10       |          |              |          |          |
| 2022     | 全日本選手権                 |          | 50       |          |              |          |          |
| 2022     | 全日本種目別選手権           |          |          |          | 7            | 5        |          |
| 2022     | 世界ジュニア選手権トライアル |          | 3        |          | 1            | 2        |          |
| 2022     | 全日本団体選手権             | 8        |          |          |              |          |          |
| 2023     | WOGAクラシック               |          | 2        |          | 1            | 1        | 2        |
| 2023     | 世界ジュニア選手権           | 1        | 1        |          | 4            |          | 3        |
| 2023     | 全日本選手権                 |          | 8        |          |              |          |          |
| 2023     | NHK杯                        |          | 8        |          |              |          |          |
| 2023     | アジア選手権                 | 1        | 1        | 7        | 1            |          | 1        |
| 2023     | 全日本団体選手権             | 5        |          |          | 1            | 3        |          |
| シニア   |                              |          |          |          |              |          |          |
| 2024     | コトブス国際                 |          |          |          |              | 3        |          |
| 2024     | 全日本選手権                 |          | 3        |          |              | 3        |          |
| 2024     | NHK杯                        |          | 4        |          |              |          |          |
| 2024     | パリオリンピック             | 8        | 15       |          |              |          |          |
| 2024     | 全日本種目別選手権           |          |          |          | 1            | 5        |          |

## テレビ出演
- ミライ☆モンスター（2024年5月12日、フジテレビ）[28]